# VfB Schrecksbach
Der VfB Schrecksbach (vollständiger Name: Verein für Bewegungsspiele Schrecksbach 1921 e. V.) ist ein Sportverein aus Schrecksbach in Hessen. Er wurde am 1. März 1921 gegründet. Neben Fußball hat der Verein auch Abteilungen im Turnen, Volleyball, Radsport, Jazz Dance und im Breitensport (Aerobic und Gymnastik).
Die erste Fußballmannschaft des VfB Schrecksbach spielt aktuell in der Gruppenliga Schwalm-Eder. Der größte Erfolg war der Aufstieg in die Hessenliga 1977. Dort spielte sie für ein Jahr mit bekannten Vereinen wie KSV Hessen Kassel, Viktoria Aschaffenburg, VfB Gießen, Rot-Weiss Frankfurt, FC Hanau 93 und der SpVgg Bad Homburg in einer Liga.

## Spieler
- Sören Gonther, Jugend
- Hans-Dieter Diehl, Jugend
- Jürgen Krawczyk